# The Man Who Never Was (The Sarah Jane Adventures)
Pour les articles homonymes, voir The Man Who Never Was.
The Man Who Never Was (L'homme qui n'a jamais existé) est le dernier épisode de la série britannique de science-fiction The Sarah Jane Adventures. À ce jour, la série n'a jamais été diffusée en France.

## Accroche
Joseph Serf a lance son nouveau "Serfboard", un ordinateur dont personne ne peut se passer. Intriguée, Sarah Jane emmène Luke et Sky pour enquêter sur ce qui fait la fortune de Serf et de ses affaires.
Clyde et Rani démontent un Serfboard, suspectant qu'une technologie extra-terrestre puisse être la réponse...

## Distribution
- Elisabeth Sladen : Sarah Jane Smith
- Tommy Knight : Luke Smith
- Sinead Michael : Sky
- Daniel Anthony : Clyde Langer
- Anjli Mohindra : Rani Chandra
- Alexander Armstrong : Mr. Smith
- Ace Bhatti : Haresh Chandra
- Mark Aiken : Joseph Serf
- James Dreyfus : Harrison
- Edyta Budnik : Adriana
- Peter Bowles : Lionel Carson
- Dan Starkey : Plark
- Jason Mohammad : Présentateur du journal

## Résumé

### Première partie
Une femme de ménage regarde une publicité pour le SerfBoard chez Serf Systems. En chemin, elle entend soudain un bruit bizarre venant d'un ascenseur. Là, un être mystérieux l'attrape.
Luke est de retour à la maison pour ses vacances universitaires et il rencontre Sky pour la première fois. Sarah Jane, Clyde et Rani sont ravis de le voir. Luke découvre aussi que son ancienne chambre est à présent celle de Sky et lorsqu'il mentionne le fait que ce n'est plus sa chambre, Sky se sent coupable. Luke explique que K-9, qui lui a fourni un sifflet à chien pour l'appeler, n'a pas pu quitter Oxford et alors que Mr Smith exprime sa satisfaction, Rani dit en plaisantant qu'ils pourraient remplacer Mr Smith avec le nouveau SerfBoard. Sarah Jane annonce qu'elle a été choisie pour assister à une répétition du discours que Joseph Serf (le créateur du SerfBoard) va donner. Elle emmène Luke et Sky avec elle à la répétition et tombe sur Lionel Carson, son ancien rédacteur en chef, qui déteste les ordinateurs. Alors que la répétition commence et que Joseph Serf délivre son discours, Luke et Sky s'aperçoivent que Joseph Serf vient de pixéliser. Une fois que Sarah Jane et Lionel ont reçu un SerfBoard, Lionel se prend d'un étrange intérêt pour la machine. Luke et Sky disent à Sarah Jane ce qu'ils ont vu.
Sarah Jane et Sky retournent à la maison tandis que Luke reste pour vérifier si rien de suspect n'arrive. Ils demandent à Mr Smith de leur montrer la vidéo du discours et ils vérifient que Joseph Serf a bien pixélisé. Tandis qu'ils fouillent son passé, ils découvrent que Joseph Serf a eu un accident de ski et n'a jamais été revu en public depuis. Cela conduit Sarah Jane à croire que le vrai Joseph Serf est mort dans cet accident de ski et que celui qu'elle a vu pendant la répétition était en fait un hologramme. Sarah Jane organise une interview avec Joseph Serf en faisant comprendre à demi-mot qu'elle sait que Serf est un hologramme. Sarah Jane et Sky partent à la rencontre de Luke et dans le grenier Clyde et Rani analysent le SerfBoard pour découvrir d'éventuelles traces de technologie extra-terrestre. Ils finissent par comprendre que le SerfBoard est juste un ordinateur ordinaire et bon marché. Sarah Jane commence son interview avec Joseph Serf et son assistant Harrison insiste pour rester avec eux. Tandis que Sarah Jane constate qu'en vérité Joseph Serf est effectivement un hologramme, Luke et Sky vont dans le sous-sol du bâtiment et découvrent qu'un groupe d'extra-terrestres contrôle l'hologramme de Serf. Sarah Jane, n'ayant pas le choix,  finit par passer les bras à travers l'hologramme. Harrison dirige alors une arme extra-terrestre vers elle. Pendant ce temps, les extra-terrestres remarquent Luke et Sky et commencent à les encercler.

### Seconde partie
Les extra-terrestres, appelés des Skullions, conseillent à Luke et à Sky de fuir. Afin de donner le temps à Sarah Jane de s'échapper, Sky tire sur un levier dans la salle de contrôle, ce qui fait un bref instant mal fonctionner l'hologramme de Serf. Harrison, qui a une sorte de connexion avec les Skullions, sort son stylo et appuie sur un bouton, ce qui torture les Skullions grâce au collier qu'ils portent au cou. Sarah Jane, Luke et Sky sont tous capturés. Harrison leur explique qu'il a acheté ses esclaves Skullions au marché noir chinois après que leur vaisseau se soit écrasé en Chine. Bien que le SerfBoard n'a rien de particulier, l'image de Serf a une capacité hypnotique contrôlée par les Skullions, ce qui fait que les spectateurs ont envie d'acheter le produit, et que donc la cible sera les spectateurs du lancement à venir, à la fois en direct et à la télévision. Harrison sépare alors Sarah Jane des enfants, la mettant dans une cellule avec la femme de ménage, qui s'appelle Adriana.
De leur côté, Luke et Sky discutent, en particulier au sujet du fait que Sky pense que Luke regrette son ancienne chambre. Plark, un Skullion, survient, leur apportant de l'eau. Luke offre de l'eau à l'extra-terrestre, mais celui-ci refuse car l'eau le brûlerait, et il explique que les Skullions ne peuvent boire que des jus acides comme le citron. Bien que K-9 soit trop loin pour en entendre le son, Luke utilise son sifflet ultra-sons pour contacter Mr Smith en code Morse, disant à Clyde et Rani de s'emparer du stylo d'Harrison.
Adriana dit à Sarah Jane ce qu'elle a vu et comment le Skullion qui l'a attrapée a été puni par les gardiens avant qu'elle ne soit jetée dans cette pièce. Selon un plan de Sarah Jane, Adriana appelle, prétendant être agressée par sa codétenue. Un garde de sécurité entre dans la pièce et trébuche sur un câble. Sarah Jane et Adriana s'échappent, enfermant le garde derrière elles. Ils arrivent à la cellule de Luke et de Sky et les libèrent.
Avant la diffusion de la présentation du SerfBoard, Harrison avertit les Skullions qu'il seront punis de mort si quelque chose se passe mal durant le discours. Pour renforcer son "message", il projette de l'eau sur les Skullions.
Clyde et Rani, après avoir reçu le message de Luke via Mr Smith, se font passer pour Janet et Trevor Sharp, un couple marié coincé dans un aéroport en raison d'un incident informatique orchestré par Mr Smith. Au lancement, Clyde parvient à échanger son stylo avec Harrison sans que ce dernier le remarque.
Sarah Jane appelle Mr Smith, lui disant de contacter un véhicule de secours de Skultos. Les Skullions s'échappent vers le toit. Malheureusement, Harrison parvient à reprendre son stylo par la force à Rani. Devant cette situation, Luke et Sky essaient de contrôler l'hologramme mais ne parviennent pas à le faire fonctionner correctement. Harrison appuie alors sur le bouton de son stylo et le met au niveau maximum de 10 ce qui cause aux Skullions d'atroces souffrances. Luke et Sky utilisent alors la puissance hypnotique de l'hologramme de Serf pour donner l'ordre au public d'attraper et détruire le stylo. Après que Lionel ait écrasé le stylo, Serf dit au public que le SerfBoard est nul, les envoyant chez eux avec la tâche de répandre la nouvelle. L'hologramme de Serf dit alors à Clyde et Rani d'aller sur le toit, ce qu'entend Harrison. Sur le toit, le vaisseau de secours arrive. Tandis que les Skullions se dirigent vers le rayon téléporteur, Harrison dans sa colère les poursuit et se saisit de Plark, ce qui a pour effet qu'il est téléporté dans le vaisseau avec les Skullions. Adriana, qui n'a plus de travail, se voit remettre par Sarah Jane une carte de visite d'UNIT; elle lui dit qu'UNIT pourrait avoir besoin de quelqu'un comme elle.
De retour à la maison, Luke accepte finalement la situation et ils accrochent au mur de sa chambre un dessin de Clyde intitulé, "La Chambre de Sky". Pendant un montage final de ses aventures précédentes, on entend Sarah Jane dire:
« I've seen amazing things out there in space. But strange things can happen wherever you are. I've learned that life on Earth can be an adventure, too. But, in all the universe, I never expected to find a family. »
— Sarah Jane Smith
        
« J'ai vu des choses extraordinaires là-bas dans l'espace, mais des choses étranges peuvent arriver où que vous soyez. J'ai appris que la vie sur Terre peut être aussi une aventure. Dans tout cet univers, je n'aurais jamais cru trouver une famille. »
L'épisode se termine sur une image de la Terre avec la phrase, "Et l'histoire continue... pour toujours."

## Continuité
- Ces deux épisodes sont les seuls où le pré-générique de la série a changé afin d'y inclure Sky en tant que fille de Sarah Jane Smith.
- Luke explique qu'il a laissé K-9 trier la bibliothèque de son université, ce qui semble ne pas déplaire à Mr Smith, les deux robots ayant été rivaux par le passé.
- Doutant des prédictions de Mr Smith, Clyde lui rappelle qu'il n'avait rien vu pour la Rakweed de l'épisode « The Gift »
- Clyde reparle brièvement d'Ellie son amie disparue à la fin de l'épisode précédent.
- Devant les protestations de Sky, Luke avoue qu'on lui a détruit 7 téléphones en moins de 2 ans lors de ses aventures.
- Sarah Jane donne à Adrianna une carte de visite de UNIT.
- Le discours final de Sarah Jane en voix off est pris aux épisodes « Invasion of the Bane » et « The Lost Boy ».

## Production
Prévu pour être diffusé après une saison de 6 épisodes, cet épisode est le dernier qui ait pu être monté, à la suite de la mort d'Elisabeth Sladen. Le montage final utilise des images de la série ainsi que des épisodes de Doctor Who et la phrase finale de l'épisode permet de conclure la série.